# Nysa (żona Farnakesa I)
Nysa (gr. Νύσα, Nysa) – księżniczka syryjska z dynastii Seleucydów i królowa Pontu poprzez małżeństwo z Farnakesem I.
Nysa była córką następcy tronu Antiocha i jego siostry-żony Laodiki IV. Jej rodzice byli rodzeństwem i ich małżeństwo było pierwszym z serii seleudzkich związków pomiędzy rodzeństwem. Dziadkami dziewczynki byli król Syrii Antioch III Wielki i jego żona Laodika III. Jej ojciec był następcą tronu i pierwszym dziedzicem swojego ojca.
Nysa urodziła się najprawdopodobniej pod koniec trwania małżeństwa ich rodziców w 195 p.n.e. - 193 p.n.e. Antioch zmarł w 193 p.n.e. pogrążając w żałobie żonę i ojca - Nysę adoptował i zajmował się nią wówczas podobno sam Antioch III. Laodika IV poślubiła jeszcze swoich dwóch braci: najpierw Seleukosa IV Filopatora, a po jego śmierci Antiocha IV Epifanesa, którzy poprzez te małżeństwa byli jednocześnie wujami, stryjami i ojczymami Nysy Poprzez małżeństwa matki Nysa miała kilkoro przyrodniego rodzeństwa. W 172 p.n.e. lub w 171 p.n.e. młodszy przyrodni brat Nysy, król Syrii Demetriusz I Soter wydał siostrę za króla Pontu Farnakesa I.
Dzięki temu małżeństwu Nysa została królową Pontu; było ono kontynuacją seleukidzkiej polityki dynastycznych małżeństw córek królewskich z następcami tronu i władcami Pontu, co zabezpieczało wstrząsane rebeliami państwo na granicy syryjsko-pontyjskiej. Farnakes I po poślubieniu Nysy starał się rozszerzyć swoje polityczne kontakty z rosnącym w siłę Rzymem. Nysa i Farnakes I byli kuzynami, ale bardzo niewiele wiadomo o łączących ich stosunkach.
Dedykowane Nysie posągi i inskrypcje zachowały się w wielu miejscach. Między innymi mieszkańcy Aten wystawili utrzymującym z nimi pokojowe stosunki władcom Pontu posągi na ateńskiej agorze i na wyspie Delos. Farnakes I i Laodika często ofiarowywali mieszkańcom Aten wsparcie militarne i pieniężne. Od wdzięcznych ateńczyków Farnakes I i Nysa otrzymali złote korony, oraz wsparcie w walkach z innymi helenistycznymi państwami.
Nysa urodziła Farnakesowi dwoje dzieci:
- Mitrydatesa V Euergetesa, króla Pontu
- Nysę (zm. 126 p.n.e.), żonę Ariaratesa V Eusebesa Filopatora, króla Kapadocji

Zmarła w wyniku poronienia.